# 坂本将康
坂本 将康（さかもと まさやす、1974年12月21日 - ）は、日本の元男子バレーボール選手、バレーボール指導者。

## 来歴
東京都品川区出身。品川区立浜川中学校でバレーボールを始め、全国大会出場を果たす。その後、法政第二高校へ進学し、インターハイ、国体に出場。明治大学を卒業後、
1997年にVリーグの松下電器（現：パナソニックパンサーズ）に入団。
2000年にはオランダのCadenz Nesselandeに移籍し、帰国後、東京ヴェルディでプレーした後、2002年には東京ガス（現：FC東京）へ。
2006年6月1日、FC東京公式サイトにて現役引退が発表された。

### JTマーヴェラス（コーチ）時代
2006年6月1日、FC東京公式サイトにて引退と同時にJTマーヴェラスのコーチ就任が発表された。この年、坂本はアシスタントコーチとしてチームを支え2006/07シーズンにおけるJTマーヴェラスの準優勝に貢献。

### FC東京（監督/GM）時代
2009年にはVプレミアリーグ昇格を果たしたFC東京の監督に就任。9年間、監督を務める。その間、2010年千葉国体準優勝、2011年山口国体優勝、2011年天皇杯・皇后杯全日本バレーボール選手権大会準優勝、2011年黒鷲旗大会準優勝、2017年愛媛国体優勝を果たす。2018年にGMに就任。
2019年6月18日、FC東京公式サイトにて同月末でのGM退任が発表された。

### PFUブルーキャッツ（監督）時代
2019年7月1日、PFUブルーキャッツ公式サイトにて監督就任が発表された。
2021年7月に富山県黒部市で開催されたVサマーリーグでは東部大会優勝。
2021年12月に群馬県高崎市で開催された令和3年度天皇杯・皇后杯全日本選手権大会ファイナルラウンドでは初のベスト4進出を果たすが準決勝で久光スプリングスに敗れ決勝進出を逃した。
2021-22 V.LEAGUE DISION 1では過去最高位の8位でシーズンを終えた。
2022年5月に大阪市内で開催された第70回黒鷲旗全日本男女選抜大会ではチーム創部以来初の決勝に進出したが、惜しくも決勝で東レアローズに敗れ、準優勝した。
2022年7月に埼玉県深谷市で開催されたVサマーリーグ東部大会では2連覇を果たす。
10月に栃木県鹿沼市で開催されたいちご一会とちぎ国体には石川県代表として出場し、決勝で埼玉県を下し、初優勝を飾った。
2022-23 V.LEAGUE DIVISION1では12勝21敗、9位という成績だったが 、2023年5月に開催された第71回黒鷲旗全日本男女選抜大会では決勝で埼玉上尾を3-1で破り、初優勝を飾った 。
2024年3月31日をもってPFUの監督を退任。6月に群馬グリーンウイングスのゼネラルマネージャー就任が発表された。

### 群馬グリーンウイングス（監督）時代
2025年4月、群馬グリーンウイングスの監督就任が発表された。

## 所属チーム

### 選手
- 法政大学第二高等学校
- 明治大学
- 松下電器パナソニックパンサーズ（1997-2000年）
- Candenz Nesselande（オランダ語版）（2000-2001年）
- 東京ヴェルディ（2001-2002年）
- 東京ガス/FC東京（2002-2006年）

### 指導者
- JTマーヴェラス アシスタントコーチ（2006-2009年）
- FC東京
  - 監督（2009-2018年）
  - GM（2018-2019年）
- PFUブルーキャッツ 監督（2019-2024年）
- 群馬グリーンウイングス
  - ゼネラルマネージャー（2024-2025年）[24]
  - 監督（2025年-）[25]

## 著書
- 『バレーボール 実践力を高めるドリル 身になる練習法』（ベースボール・マガジン社：2016年9月23日発売：ISBN 4583110197）